# 杭州剧院

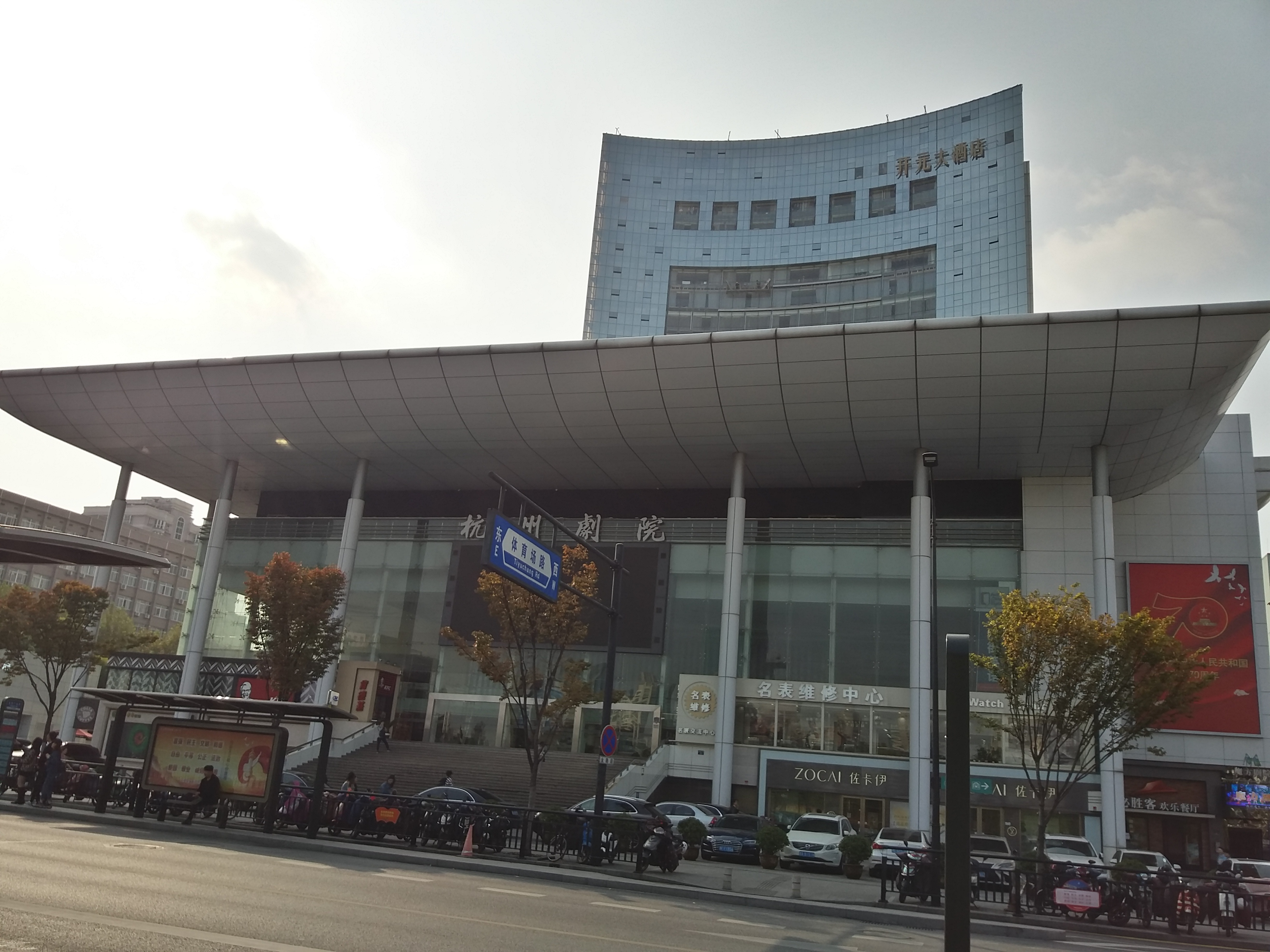
从武林广场看杭州剧院，2019年

杭州剧院是杭州市的一家综合性艺术剧院，为浙江省最早的演出剧场，杭州大型公共文化设施之一，是隶属于浙江省文化厅的直属事业单位。地处武林广场西侧，北临杭州大厦。

## 简介
杭州剧院始建于1978年，由国务院总理周恩来生前亲自批准建造，为1970年代中国剧院建筑的典范之作。为了迎接第七届中国艺术节，杭州剧院作为浙江省重点建设项目于2000年进行了改扩建。